# Les Deux Majestés
Les Deux Majestés est un tableau réalisé par le peintre français Jean-Léon Gérôme en 1883. Cette huile sur toile représente un lion assis sur un promontoire rocheux en surplomb du désert, face au soleil couchant. Elle figure ainsi le roi des animaux face à l'astre roi, quelque part entre la peinture animalière et le paysage. L'œuvre est aujourd'hui conservée au Milwaukee Art Museum, à Milwaukee, dans le Wisconsin, aux États-Unis.

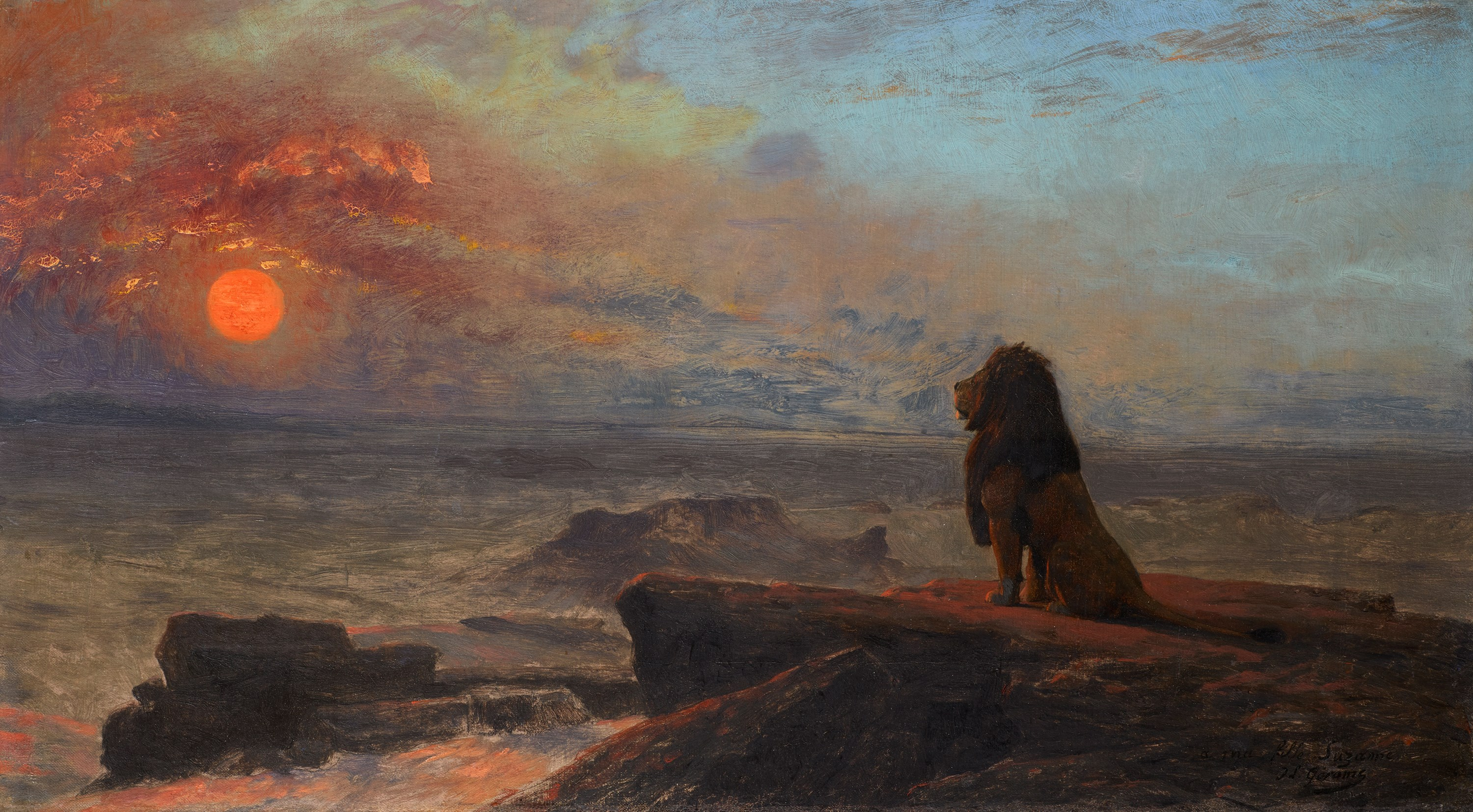
Étude.